# Saint-Quentin-sur-Sauxillanges
Saint-Quentin-sur-Sauxillanges település Franciaországban, Puy-de-Dôme megyében. Lakosainak száma 109 fő (2022. január 1.). Saint-Quentin-sur-Sauxillanges Condat-lès-Montboissier, Égliseneuve-des-Liards, Saint-Étienne-sur-Usson, Saint-Genès-la-Tourette, Sauxillanges és Le Vernet-Chaméane községekkel határos.

## Népesség
A település népessége az elmúlt években az alábbi módon változott:
| Lakosok száma | 101  | 111  | 113  | 112  | 112  | 111  | 110  | 110  | 109  |
|               | 2013 | 2015 | 2016 | 2017 | 2018 | 2019 | 2020 | 2021 | 2022 |